# Capnia quilianshana
Capnia quilianshana är en bäcksländeart som beskrevs av Li, W. och Ding Yang 2009. Capnia quilianshana ingår i släktet Capnia och familjen småbäcksländor. Inga underarter finns listade i Catalogue of Life.